# Bezbronna niewinność (film 1941)
Bezbronna niewinność (oryg. Nevinost bez zaštite) – jugosłowiański melodramat filmowy z 1942 roku w reżyserii Dragoljuba Aleksicia. Był to pierwszy jugosłowiański film dźwiękowy.
Bohaterką melodramatu jest młoda dziewczyna, Nada, zakochana z wzajemnością. Na drodze jej szczęścia staje okrutna macocha, która przeznaczyła ją na żonę dla zamożnego Pana Petrovicia. Do filmu włączone są akrobatyczne popisy Aleksicia (który pracował w latach 30. jako siłacz i akrobata w cyrku), m.in. zwisanie z lecącego samolotu na linie, trzymanej zębami.
Film odniósł duży sukces frekwencyjny (podczas premiery w 1942 obejrzało go 80 000 osób), jednak w kilka tygodni po premierze został wycofany z dystrybucji – władzom kolaborującym z Trzecią Rzeszą nie podobało się, że osiągnął większą popularność niż filmy niemieckie. Po wojnie film również nie doczekał się dystrybucji – Aleksiciowi zarzucono (niesłusznie) współpracę z hitlerowcami.
W 1968 Dušan Makavejev nakręcił reinterpretację tego filmu, pod tym samym tytułem. Znalazły się w nim fragmenty oryginalnego dzieła Aleksicia, archiwalne i propagandowe materiały z okresu II wojny światowej oraz nowe materiały, w których występuje Aleksić i obsada jego filmu.